# Grand Prix moto du Japon 1988
Le Grand Prix moto du Japon 1988 est la première manche du championnat du monde de vitesse moto 1988. L'épreuve s'est déroulée du 25 au 27 mars 1988 sur le circuit de Suzuka.
C'est la huitième édition du Grand Prix moto du Japon.

## Classement catégorie500cm3
| Pos  | Pilote              | Constructeur | Tours | Temps/Écart     | Grille | Points |
| ---- | ------------------- | ------------ | ----- | --------------- | ------ | ------ |
| 1    | Kevin Schwantz      | Suzuki       | 22    | 50 min 03 s 750 | 3      | 20     |
| 2    | Wayne Gardner       | Honda        | 22    | + 8 s 384       | 4      | 17     |
| 3    | Eddie Lawson        | Yamaha       | 22    | + 12 s 724      | 2      | 15     |
| 4    | Niall Mackenzie     | Honda        | 22    | + 15 s 785      | 18     | 13     |
| 5    | Tadahiko Taira      | Yamaha       | 22    | + 36 s 383      | 1      | 11     |
| 6    | Wayne Rainey        | Yamaha       | 22    | + 42 s 070      | 6      | 10     |
| 7    | Kevin Magee         | Yamaha       | 22    | + 42 s 179      | 7      | 9      |
| 8    | Christian Sarron    | Yamaha       | 22    | + 45 s 186      | 5      | 8      |
| 9    | Didier de Radiguès  | Yamaha       | 22    | +1 min 01 s 213 | 13     | 7      |
| 10   | Shunji Yatsushiro   | Honda        | 22    | +1 min 10 s 288 | 19     | 6      |
| 11   | Hikaru Miyagi       | Honda        | 22    | +1 min 16 s 201 | 15     | 5      |
| 12   | Ron Haslam          | Honda        | 22    | +1 min 20 s 045 | 10     | 4      |
| 13   | Patrick Igoa        | Yamaha       | 22    | +1 min 29 s 535 | 22     | 3      |
| 14   | Pierfrancesco Chili | Honda        | 22    | +1 min 38 s 989 | 12     | 2      |
| 15   | Osamu Hiwatashi     | Suzuki       | 22    | +1 min 42 s 545 | 23     | 1      |
| 16   | Shinji Katayama     | Yamaha       | 22    | +1 min 45 s 611 | 14     |        |
| 17   | Masaru Mizutani     | Suzuki       | 22    | +2 min 04 s 446 | 11     |        |
| 18   | Keiji Kinoshita     | Honda        | 21    | +1 tour         | 28     |        |
| 19   | Alessandro Valesi   | Honda        | 21    | +1 tour         | 24     |        |
| Abd. | Norihiko Fujiwara   | Yamaha       | 21    | Abandon         | 17     |        |
| Abd. | Hisashi Yamana      | Suzuki       | 19    | Abandon         | 27     |        |
| Abd. | Manfred Fischer     | Honda        | 19    | Abandon         | 29     |        |
| Abd. | Marco Gentile       | Fior         | 17    | Abandon         | 26     |        |
| Abd. | Katsunori Shinozaki | Suzuki       | 13    | Abandon         | 21     |        |
| Abd. | Shinichi Itoh       | Honda        | 13    | Abandon         | 9      |        |
| Abd. | Robert McElnea      | Suzuki       | 10    | Abandon         | 8      |        |
| Abd. | Raymond Roche       | Cagiva       | 9     | Abandon         | 20     |        |
| Abd. | Randy Mamola        | Cagiva       | 8     | Abandon         | 16     |        |
| Np.  | Fabio Barchitta     | Honda        |       | Non partant     | 25     |        |
| Nq.  | Kunio Machii        | Yamaha       |       | Non qualifié    | 25     |        |

## Classement catégorie250cm3
| Pos  | Pilote               | Constructeur | Temps/Écart     | Grille | Points |
| ---- | -------------------- | ------------ | --------------- | ------ | ------ |
| 1    | Anton Mang           | Honda        | 47 min 14 s 260 | 16     | 20     |
| 2    | Sito Pons            | Honda        | + 0 s 620       | 19     | 17     |
| 3    | Masaru Kobayashi     | Honda        | + 1 s 170       | 21     | 15     |
| 4    | Jacques Cornu        | Honda        | + 4 s 970       | 4      | 13     |
| 5    | John Kocinski        | Yamaha       | + 5 s 570       | 3      | 11     |
| 6    | Juan Garriga         | Yamaha       | + 6 s 310       | 26     | 10     |
| 7    | Jean-Philippe Ruggia | Yamaha       | + 7 s 330       | 11     | 9      |
| 8    | Toshihiko Honma      | Yamaha       | + 9 s 560       | 1      | 8      |
| 9    | Carlos Cardús        | Honda        | + 15 s 430      | 9      | 7      |
| 10   | Masumitsu Taguchi    | Honda        | + 19 s 170      | 7      | 6      |
| 11   | Seigo Kikuchi        | Honda        | + 19 s 360      | 27     | 5      |
| 12   | Kyoji Nanba          | Yamaha       | + 20 s 170      | 23     | 4      |
| 13   | Carlos Lavado        | Yamaha       | + 20 s 990      | 10     | 3      |
| 14   | Youichi Yamamoto     | Honda        | + 28 s 770      | 8      | 2      |
| 15   | Keiji Tamura         | Yamaha       | + 30 s 950      | 2      | 1      |
| 16   | Yoshinari Hori       | Honda        | + 40 s 160      | 12     |        |
| 17   | Donnie McLeod        | EMC-Rotax    | + 40 s 450      | 31     |        |
| 18   | Hideshi Tomita       | Honda        | + 40 s 710      | 13     |        |
| 19   | Jean-Michel Mattioli | Yamaha       | + 54 s 880      | 30     |        |
| 20   | Urs Luzi             | Honda        | + 55 s 920      | 25     |        |
| 21   | Jean-François Baldé  | Defi-Rotax   | +1 min 08 s 340 | 6      |        |
| 22   | Katsuyosji Kozono    | Honda        | +1 min 10 s 220 | 29     |        |
| 23   | Yoshihisa Hasegawa   | Yamaha       | +1 min 14 s 700 | 39     |        |
| 24   | Kevin Mitchell       | Yamaha       | +1 min 15 s 200 | 34     |        |
| 25   | Alberto Puig         | Honda        | +1 min 29 s 280 | 22     |        |
| 26   | August Auinger       | Aprilia      | +1 min 34 s 270 | 37     |        |
| 27   | René Delaby          | Yamaha       | +1 min 36 s 530 | 28     |        |
| Abd. | Bruno Casanova       | Aprilia      | Abandon         | 24     |        |
| Abd. | Dominique Sarron     | Honda        | Abandon         | 32     |        |
| Abd. | Helmut Bradl         | Honda        | Abandon         | 35     |        |
| Abd. | Junya Arai           | Yamaha       | Abandon         | 18     |        |
| Abd. | Luca Cadalora        | Yamaha       | Abandon         | 14     |        |
| Abd. | Iván Palazzese       | Yamaha       | Abandon         | 38     |        |
| Abd. | Loris Reggiani       | Aprilia      | Abandon         | 20     |        |
| Abd. | Aaron Slight         | Yamaha       | Abandon         | 36     |        |
| Abd. | Takayoshi Yamamoto   | Yamaha       | Abandon         | 17     |        |
| Np.  | Manfred Herweh       | Yamaha       | Non partant     | 5      |        |
| Np.  | Paolo Casoli         | Garelli      | Non partant     | 15     |        |
| Np.  | Harald Eckl          | Aprilia      | Non partant     | 33     |        |

## Classement catégorie125cm3
Pas de course dans cette catégorie lors de l'édition de 1988